# ويلفريد هانيز
ويلفريد هانيز (بالألمانية: Wilfried Hannes)‏ (مواليد 17 مايو 1957) هو لاعب كرة قدم. يلعب مع منتخب ألمانيا الغربية لكرة القدم. سبق له أن لعب في كأس العالم لكرة القدم مع منتخب بلاده.

## روابط خارجية
- ويلفريد هانيز على موقع الاتحاد الدولي (مؤرشف)  (الإنجليزية)
- ويلفريد هانيز على موقع الاتحاد الأوربي (الإنجليزية)
- ويلفريد هانيز على موقع قاعدة بيانات كرة القدم.إي يو (الإنجليزية)
- ويلفريد هانيز على موقع بيانات كرة القدم. دي إي (الألمانية)
- ويلفريد هانيز على موقع ناشيونال فوتبول تيمز (الإنجليزية)
- ويلفريد هانيز على موقع عالم كرة القدم.نت (الإنجليزية)